# Suzanne Grieger-Langer

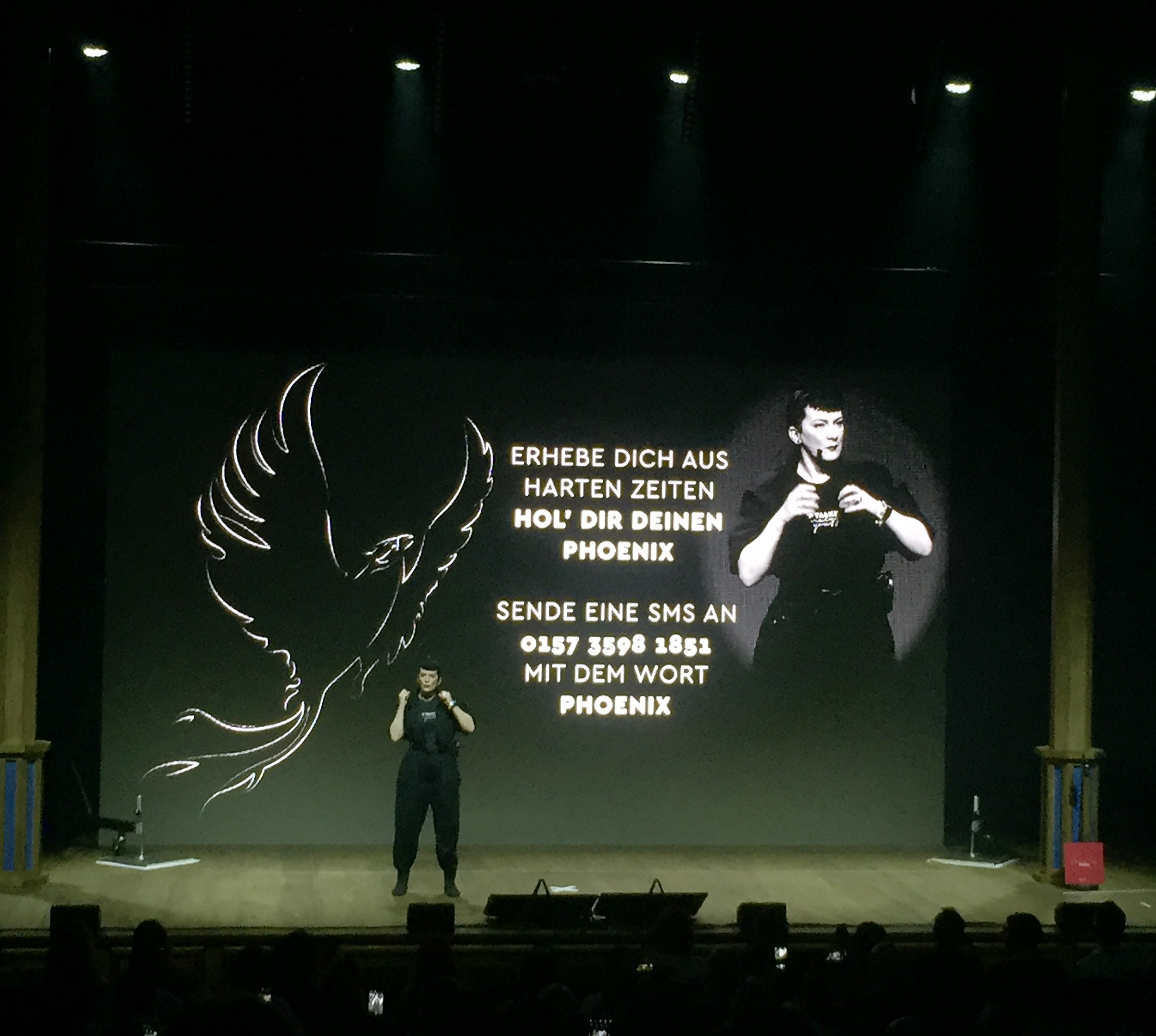
Suzanne Grieger-Langer 2019 bei ihrer Bühnenshow in Wien

Suzanne Grieger-Langer (* 1972 in Detmold als Suzanne Grieger) ist eine deutsche Personalberaterin und Sachbuchautorin vorwiegend im Bereich Berufliches Profiling. Einen fachlichen Schwerpunkt bildet nach eigenen Angaben die Transaktionsanalyse. Sowohl ihre Methodik als auch ihre Person stehen teils in der Kritik.

## Leben
Suzanne Grieger studierte Pädagogik an der Universität Bielefeld. In ihrer abschließenden Diplomarbeit befasste sie sich 1998 mit der Transaktionsanalyse in der Kindererziehung.
Nach eigenen Angaben arbeitet sie seit 1993 selbstständig, zunächst als Dozentin in der beruflichen Weiterbildung und später in der Personalberatung. Zudem ist sie Autorin von Sachbüchern. In ihrem 2013 in Bielefeld gegründeten, inzwischen in Frankfurt am Main ansässigen Verlag Profiler’s Publishing verlegt sie eigene Werke wie auch die anderer Autoren. Der Druck erfolgt bei Books on Demand in Norderstedt. Sie tritt außerdem als Vortragsrednerin auf sowie mit einer Bühnenshow in Deutschland, Österreich und der Schweiz.
Suzanne Grieger-Langer ist verheiratet und lebt in Bielefeld.

## Rezeption

### Medien
Grieger-Langers Methodik ist umstritten, wie unter anderem die Süddeutsche Zeitung im Jahr 2009 in einem Porträt der Profilerin aufzeigte. Im Jahr 2018 wurde vom Landgericht Bielefeld als Eingangs- und vom Oberlandesgericht Hamm als Berufungsinstanz rechtskräftig entschieden, dass sie als „Profilerin mit Hang zur Lüge“ sowie als „Hochstaplerin“ bezeichnet werden darf.
Nach Veröffentlichung eines Interviews mit Grieger-Langer auf Spiegel Online im Frühjahr 2018 befasste sich die Diplom-Psychologin und Journalistin Bärbel Schwertfeger auf dem medienkritischen Internet-Portal Übermedien von Stefan Niggemeier mit Grieger-Langer. Sie kritisierte das „peinliche Spiegel-Interview“, da sich Unternehmen mit dem von Grieger-Langer erdachten Verfahren strafbar machen würden.
Im Sommer 2018 entwickelte sich in der Human-Resource-Szene eine Debatte um das Programm der Social Recruiting Days 2018, da Grieger-Langer die eröffnende Keynote übernehmen sollte. Nach Schwertfegers Kritik sowie der aus Teilnehmerkreisen änderte der Veranstalter diesen Programmpunkt zu einer Podiumsdiskussion.
In einer Zusammenarbeit von ZDF Magazin Royale und funk wurde im Oktober 2021 berichtet, dass beim Bundeskriminalamt „keine externen Profiler eingesetzt werden und in der Vergangenheit auch nicht eingesetzt“ wurden, obwohl Grieger-Langer behauptete, bei Wirtschaftsdelikten gerufen zu werden. Zudem teilten diverse auf Grieger-Langers Website genannte Referenzkunden auf Nachfrage mit, dass Grieger-Langer ihnen nicht bekannt sei.
Auf ihrer Website bot Grieger-Langer für 13.000 Euro einen Profilerkurs an. Der Beruf als Profiler ist jedoch nicht geschützt, jeder darf sich in Deutschland so nennen.

### Wissenschaft
2021 fand es Martin Rettenberger von der Kriminologischen Zentralstelle in Wiesbaden im Zusammenhang mit ihrer Teilnahme an Jenke von Wilmsdorffs Sendung Jenke. Crime erstaunlich, dass „ein großer Sender wie Pro Sieben auf einen solchen Schwindel hereinfalle“, und bezeichnete Grieger-Langers Arbeit als „in höchstem Maße unseriös“. Gegen diese und weitere Aussagen ging Grieger-Langer gerichtlich vor, unterlag jedoch letztinstanzlich vor dem OLG Frankfurt.
2022 nannte der Aufsatz Notwendigkeit einer kritischen Prüfung von Methoden zur Lügenerkennung und Vernehmungstaktiken zur Informationsgewinnung von Beschuldigten: ein Positionspapier aus Psychologie und Polizei in Forensische Psychiatrie, Psychologie, Kriminologie; Band 16 Suzanne Grieger-Langer als Beispiel für in der Forschung allgemein als untauglich akzeptierte Ansätze und Methoden:

„Beispielsweise ist auch in deutschen Veröffentlichungen zu lesen, dass Täuschungen anhand von Blickkontakt bzw. Blinzelfrequenz, Mikroexpressionen, Angst oder der Fußstellung festzustellen seien (z. B. Grieger-Langer o.J.; Mark T. Hofmann 2019; Nasher 2015; Schiwon 2016).“

Das Positionspapier wurde von zahlreichen, im Bereich der kriminologischen Forschung und Lehre tätigen Personen unterzeichnet.

## Publikationen
- 101 MontagsMotivation 1. Auflage. Profiler’s Publishing, Frankfurt am Main 2019, ISBN 978-3-945112-64-9.
- Die Macht der positiven Manipulation. Überzeugungstechniken für Führungskräfte. Inklusive Arbeitshilfen online. 1. Auflage. Haufe, München 2016, ISBN 978-3-648-06642-3.
- Die 7 Säulen der Macht. 3., durchgesehene Auflage. Junfermann, Paderborn 2013, ISBN 978-3-87387-984-3.
- Die Tricks der Trickser. Immunität gegen Machenschaften, Manipulationen und Machtspiele. Junfermann, Paderborn 2011, ISBN 978-3-87387-786-3.
- als Herausgeberin: Die 7 Säulen der Macht reloaded – 7 Speaker – 7 Schlüssel zum Erfolg. 2 Bände:
  - Band 1: Die 7 Säulen der Macht reloaded – 7 Speaker – 7 Schlüssel zum Erfolg. Wolfgang Bönisch, Nicola Tiggeler, Nils Bäumer, Thierry Ball, Dietmar Baum, Falk S. Al-Omary, Ronald Hanisch, Michael Bandt. Profiler’s Publishing, Bielefeld 2013, ISBN 978-3-945112-00-7.
  - Band 2: Die 7 Säulen der Macht reloaded – 7 Speaker – 7 Schlüssel zum Erfolg. Profiler’s Publishing, Bielefeld 2014, ISBN 978-3-945112-03-8.
- als Herausgeberin, zusammen mit Vanessa Conin-Ohnsorge und Angelika Weinländer-Mölders: 21 Erfolgsfrauen. 21 Karriereformeln. Profiler’s Publishing, Bielefeld 2016, ISBN 978-3-945112-37-3.
- Cool im Kreuzfeuer. Schlammschlachten, Cybermobbing und Rufmordkampagnen souverän überstehen. Profiler’s Publishing, Frankfurt am Main 2019, ISBN 978-3-945112-56-4.